# Gonzalo Macías

Gonzalo Macías (Calamonte, Badajoz, ? - ?) fue uno de los primeros españoles que descubrieron y fundaron en el siglo XVI la América del Sur.

## Biografía
Gonzalo Macías nació en la villa extremeña de Calamonte (Badajoz) y, como varios más de sus contemporáneos y coterráneos, en aquella ocasión pasaba a Santa Marta (Colombia) en 1535 en la expedición del gobernador Pedro Fernández de Lugo para integrarse en la exploración y conquista de aquel territorio colombiano. 
Después de andar explorando y peleando por las zonas aledañas a Santa Marta, al año siguiente de su llegada, se alistaba en la expedición de Gonzalo Jiménez de Quesada para la conquista interior del territorio de lo que después se denominaría el Nuevo Reino de Granada.

## Familia
Gonzalo se casó con Juana Moreno de Figueroa. Una hija, Juana Macías Figueroa, fue fundadora, con su esposo Capn. Francisco Salguero, del Monasterio de Santa Clara la Real de la ciudad de Santiago de  Tunja en 1573, y fue la primera monja clarisa del continente americano cuando ellos mutuamente consintieron a profesar la vida consagrada. Gonzalo fue también tío de la esposa del otro fundador de las Américas, Capn. Pedro Luis de Sanabria.

## Contratiempos y privaciones
Después de subir por el río Magdalena hasta Barrancabermeja y tomar el cauce del río Opón, lograban llegar hasta la serranía, y de los 800 hombres que habían salido de Santa Marta, después de un año de pasar toda serie de contratiempos y privaciones, solamente 170 llegaban vivos hasta la comarca de la cordillera andina, donde después de dos años y crudos enfrentamientos con los naturales, fundaban la ciudad de Santa Fe de Bogotá, el 6 de agosto de 1538. 
Una vez materializada la ciudad de Bogotá y pacificada la comarca, con el capitán Gonzalo Suárez Rendón acudía a la fundación de Tunja que conseguían dominar a los aborígenes y fundar la ciudad. En el reparto de solares, a Gonzalo Macías le asignaban uno para que edificara su casa el 24 de diciembre de 1539, edificación que llevó a cabo en el tiempo que le dejaban libre las salidas de conquista y pacificación.

## Nuevas conquistas
Como se había casado en Calamonte (Badajoz) con Juana Moreno de Figueroa y ya les habían nacido dos hijas. Cuando estuvo la comarca pacificada y terminada la casa señorial que se edificó con el oro que le tocó en el reparto de la expoliación del Templo del Sol, reclamó a la familia que aún permanecía en Extremadura, y al cabo de algún tiempo lograban llegar hasta la capital regional, la andina ciudad de Tunja.
Como le pasaba a la mayoría de los conquistadores, a Gonzalo Macías la vida de encomendero y el descanso al lado de la familia no le satisfacía porque le faltaba la emoción de la aventura y el entusiasmo de las peleas conquistadoras; añorando sus días iniciales, y con el grado de capitán, se alistaba en la expedición que en 1569 organizaba Gonzalo Jiménez de Quesada para buscar ese ilusorio emporio de riquezas al que llamaban El Dorado.
Como otros conquistadores que vivían ricos y descansados en la señorial ciudad de Tunja, Gonzalo Macías armó y dotó de todo lo necesario a un escuadrón de voluntarios para salir a buscar El Dorado, pero después de pasar toda clase de calamidades y privaciones durante dos años, volvían arruinados y enfermos sin haber encontrado aquellas riquezas que se tragó a tanto iluso que las buscaba. Gonzalo Macías moría en aquella desgraciada expedición.